# Santiago Vázquez (político)
Santiago Vázquez (Montevideo, Virreinato del Río de la Plata, 29 de diciembre de 1787 - Río de Janeiro, Brasil, 5 de abril de 1847) fue un político y diplomático uruguayo.

## Biografía
Hijo de Juan Vázquez Rodríguez y María Rosa Feijoo y Calderón, se casó en 1820 con Facunda Josefa Lamas Regueira.
Fue uno de los 28 miembros de la Asamblea General Constituyente y Legislativa del Estado que funcionó entre 1828 y 1829, y que redactó el texto de la primera constitución uruguaya.
Participó en el sitio de Montevideo, que tuvo lugar durante la Cruzada libertadora entre 1825 y 1828, en el cual integrando las fuerzas de los 33 orientales, luchó junto a argentinos, para liberar esa ciudad de la ocupación brasilera.
En el primer gobierno de Fructuoso Rivera colaboró con el grupo de políticos conocido popularmente como "Los cinco hermanos" y se desempeñó como ministro de Gobierno y de Relaciones Exteriores entre 1830 y 1833. Ocupó nuevamente ese cargo entre 1838 y 1839. 
Durante la Guerra Grande ocupó el mismo cargo en 1843 bajo el Gobierno de la defensa de Joaquín Suárez. En 1846 integró la Asamblea de Notables que ofició junto al Consejo de Estado como Poder Legislativo.
En Montevideo, el pueblo de Santiago Vázquez lo recuerda y conmemora.